# Пилипча (Білоцерківський район)
Пили́пча — село в Білоцерківській міській громаді Білоцерківського району Київської області, до 2020 року центр сільської ради. Розташоване над річкою Рось.
Населення — близько 525 жителів.
Засноване в XVII-XVIII столітті. Нинішня назва села вперше згадується в письменних джерелах у 1740 році.
Колгосп примусово створено у 1930 році.
З клірових відомостей маємо дані, що в Пилипчі на початку 30-х років проживало близько 2000 осіб.
При сільському клубі діє музей Костянтина Паустовського, хоча садиба родини письменника знаходилася у сусідньому селі Городище. Музей засновано в 1987-1988 рр. Ярмолою В.К.

## Походження назви
Існує дві версії заснування й походження назви.
1. Версія С.В. Антонова від 1858р. — говорить про те, що один з ватажків гайдамаків Василь Бакало з товаришем Пилипом "утрудившись от разбоев", поселилися обидва біля ріки Рось. Василь біля струмка Ольшанки, який впадає в  р.Рось й заснував село, яке зветься й до нині Бакали. Пилип в свою чергу поселився біля самої Росі.Від імені першого жителя село й отримало свою назву: Пилипенка яка зрештою перетворилася на Пилипчу.
2. Версія доби СССР — стверджує те, що село заснували 2 козаки з охороної сотні Богдана Хмельницького, а саме: Пилип Білецький й Пилип Ярмола, один побудував хату біля того місця де річка Рось утворює острів Лісок, другий же обрав для побудови хати те місце де в річку Рось впадає річка Роставиця. Місцину, де оселилися, ці двоє назвали Пилипчею.

## Голодомор-геноцид 1932—1933 років
За свідченнями очевидців кількість померлих від голоду становить 152 жителі, хоча й самі зауважують, що ця цифра далеко не повна.
На сільському кладовищі у 1997 році за рішенням виконкому сільської ради встановлено дерев'яний хрест.
В 2014 році за підтримкою директора ТОВ «Пилипчанське» Кривенького В. І., на сільському кладовищі було встановлено меморіал голодомору.

## Населення

### Мова
Розподіл населення за рідною мовою за даними перепису 2001 року:
| Мова       | Кількість | Відсоток |
| ---------- | --------- | -------- |
| українська | 613       | 96.84%   |
| російська  | 19        | 3.01%    |
| білоруська | 1         | 0.15%    |
| Усього     | 633       | 100%     |

## Постаті
- Щербань Михайло Іванович (1985-2014) — сержант Збройних сил України, учасник російсько-української війни.
- Полянський Павло Броніславович — український історик, громадський діяч, державний службовець.

## Також
- Перелік населених пунктів, що постраждали від Голодомору 1932—1933 (Київська область)